# شهرستان استیل (داکوتای شمالی)
شهرستان استیل، داکوتای شمالی (به انگلیسی: Steele County, North Dakota) یک سکونتگاه مسکونی در ایالات متحده آمریکا است که در داکوتای شمالی واقع شده‌است.

## خصوصیات
شهرستان استیل ۱٬۸۵۱٫۸۵ کیلومترمربع مساحت دارد.